# 蜜蜂花属
蜜蜂花属（学名：Melissa）是唇形科下的一个属，为多年生草本植物。该属共有约4种，分布于欧洲及亚洲。

## 物种
本属包括以下物种：
- 蜜蜂花 Melissa axillaris
- 黄蜜蜂花 Melissa flava
- 云南蜜蜂花 Melissa yunnanensis
- 香蜂花 Melissa officinalis